# Neide Van-Dúnem
Neide Núria de Sousa Van-Dúnem Vieira (sinh ngày 4 tháng 7 năm 1986), được biết đến với tên Neide, là một nghệ sĩ đương đại nổi tiếng của Angola ca sĩ, nhạc sĩ và nữ diễn viên phim/truyền hình. Sinh ra và lớn lên ở Luanda, Angola, bắt đầu sự nghiệp diễn xuất tại nhà hát địa phương năm 2003, tại tuổi 17, cô được mời casting cho bộ phim truyền hình "Sede de Viver" một năm sau. Sự nghiệp ca sĩ của cô chính thức bắt đầu vào năm 2007 với sự phát hành của hit đĩa đơn "Olá Baby" trong album tổng hợp Eu e Elas (vol 1), một bài hát mà video đã đạt đến vị trí số hai trên Bảng xếp hạng Video MTV Africa.

## Thời thơ ấu
Neide sinh vào ngày 4 tháng 7 năm 1986, tại Luanda, Angola và là con một của José António Vieira và Isabel Maria de Fátima Sousa Van-Dúnem, mặc dù cô có ba người anh em và 6 người chị em có nửa dòng máu giống mình. Niềm đam mê âm nhạc của Neide đến từ rất sớm mặc dù khi đó cô đã là một nữ diễn viên 17 tuổi và có những danh tiếng ban đầu. Nhưng cuối cùng cô đã gia nhập vào nền âm nhạc năm 2007 với việc phát hành đĩa đơn hit "Olá Baby".

## Sự nghiệp thu âm

### 2006-2007:Olá Baby
Kết hợp với nhà sản xuất Caló Pascoal, sản phẩm đầu tiên của Neide trong lĩnh vực âm nhạc được phát hành dưới hình thức song ca với nhà sản xuất của bài hát "Olá Baby", đĩa đơn dẫn đường cho album tổng hợp Eu e Elas (vol 1) phát hành vào ngày 29 tháng 4 năm 2007. Thành công thương mại của bài hát đã phát động cho sự nghiệp ca hát của Neide và khiến cô trở thành "mối đe dọa kép" trong ngành kinh doanh giải trí (ở cả mặt ca hát và diễn xuất).

### 2008-2009:Teu Marido Casou/Esta Noite
Neide quyết định đưa sự nghiệp diễn xuất của mình vào hoạt động để trở thành một nghệ sĩ độc lập và bắt đầu thực hiện album solo đầu tay của mình, viêt lời cho tất cả các ca khúc trong đó. Phong cách âm nhạc mà cô theo đuổi chủ yếu là Kizomba và Semba nhưng chịu ảnh hưởng của R&B rất mạnh. "Teu Marido Casou (com outra)" là bài hát đầu tiên được phát sóng trên radio, sau này được phát hành dưới dạng đĩa CD cùng với bài hát "Esta Noite". Album đầy đủ dự định sẽ được phát hành vào nửa cuối năm 2009 nhưng đã bị trì hoãn.

## Danh sách đĩa nhạc
- 2009: Teu Marido Casou/Esta Noite

## Danh sách phim ảnh
| Năm  | Tên                | Vai diễn | Notes       |
| ---- | ------------------ | -------- | ----------- |
| 2008 | Momentos de Glória |          | Short movie |

### Truyền hình
| Năm       | Title                    | Role         | Notes |
| --------- | ------------------------ | ------------ | ----- |
| 2008      | Para Além do Preconceito |              |       |
| 2006–2007 | Sede de Viver            | Anita Bronca |       |